# Adriana Lúcar
Adriana Andrea Lúcar Carrasco (Lima, 16 de octubre de 1991) es una administradora de empresas y futbolista peruana.
Juega como delantera y su actual equipo es el Alianza Lima Femenino de la Liga Femenina FPF. Además, es la máxima goleadora histórica de la Liga Femenina de Perú.

## Carrera en clubes

### Real Maracaná (1.ª etapa)
Debutó profesionalmente a los 17 años en el Club Real Maracaná a inicios de 2008, club en el que permanecería hasta la mitad de temporada.

### Pauldarrak
A mitad de año, fue cedida al Pauldarrak, club con el que jugaría la temporada 2008-2009.

### Real Maracaná (2.ª etapa)
Volvió al Real Maracaná en 2009 y jugaría en el club durante la segunda parte de la temporada 2009 y la primera parte de la temporada 2010.

### Harding University Bisions
A mediados de 2010, fue transferida al Harding University Bisions, club en el que jugaría dos temporadas.

### Central Arkansas Bears
Finalizada la temporada 2011-2012, Lúcar fue transferida al Central Arkansas Bears, equipo con el que jugó dos temporadas.

### Sporting Cristal
Luego de su paso por el extranjero, volvió al Perú en 2014 firmando contrato con Sporting Cristal. En el equipo bajopontino jugaría durante 7 temporadas, convirtiéndose en una de sus máximas goleadoras.

### Alianza Lima
Luego de su exitoso paso por Sporting Cristal, el Club Alianza Lima se interesaría por Adriana. Su contrato se haría realidad en marzo de 2021. Actualmente, es la máxima goleadora histórica del equipo victoriano.

## Selección nacional
En septiembre de 2021, fue parte de la lista de 27 convocadas para disputar los encuentros amistosos ante la selección ecuatoriana. Días después, deja la concentración junto a su compañera Myrian Tristán por diferencias con el entrenador Doriva Bueno.
En julio de 2022, Adriana Lúcar explicó su alejamiento de la Selección de Fútbol de Perú debido a la relación sentimental entre el DT del equipo y Macarena López, una de las seleccionadas. En una entrevista brindada al programa de YouTube «Entre Ceja y Ceja», Adriana aseveró que notaba «falta de seriedad, ética e integridad» por parte del DT y sentía «que se le estaba faltando respeto a mi carrera como futbolista».

## Clubes
| Club                       | Año       |
| -------------------------- | --------- |
| Real Maracaná              | 2008      |
| Pauldarrak                 | 2008-2009 |
| Real Maracaná              | 2009-2010 |
| Harding University Bisions | 2010-2012 |
| Central Arkansas Bears     | 2012-2014 |
| Sporting Cristal           | 2014-2020 |
| Alianza Lima               | 2021-act  |

## Estadísticas
Actualizado al último partido disputado el 20 de mayo de 2025.
| Club                                     | Div           | Temporada     | Liga  | Liga  | Torneo Continental | Torneo Continental | Total | Total |
| Club                                     | Div           | Temporada     | Part. | Goles | Part.              | Goles              | Part. | Goles |
| ---------------------------------------- | ------------- | ------------- | ----- | ----- | ------------------ | ------------------ | ----- | ----- |
| Harding University Bisons Estados Unidos |               | 2010          | 18    | 7     | -                  | -                  | 18    | 7     |
| Harding University Bisons Estados Unidos |               | 2011          | 18    | 11    | -                  | -                  | 18    | 11    |
| Harding University Bisons Estados Unidos | Total club    | Total club    | 36    | 18    | 0                  | 0                  | 36    | 18    |
| CA Bears Estados Unidos                  |               | 2013          | 21    | 9     | -                  | -                  | 21    | 9     |
| CA Bears Estados Unidos                  | Total club    | Total club    | 21    | 9     | 0                  | 0                  | 21    | 9     |
| Alianza Lima · Perú                      | 1ª            | 2021          | 14    | 23    | 3                  | 1                  | 17    | 24    |
| Alianza Lima · Perú                      | 1ª            | 2022          | 19    | 17    | 0                  | 0                  | 19    | 17    |
| Alianza Lima · Perú                      | 1ª            | 2023          | 21    | 17    | -                  | -                  | 21    | 17    |
| Alianza Lima · Perú                      | 1ª            | 2024          | 19    | 20    | 4                  | 3                  | 23    | 23    |
| Alianza Lima · Perú                      | 1ª            | 2025          | 10    | 14    |                    |                    | 10    | 14    |
| Alianza Lima · Perú                      | Total club    | Total club    | 83    | 91    | 7                  | 4                  | 90    | 95    |
| Total carrera                            | Total carrera | Total carrera | 140   | 118   | 7                  | 4                  | 147   | 122   |

## Palmarés

### Títulos nacionales
| Título            | Club         | País | Año  |
| ----------------- | ------------ | ---- | ---- |
| Liga Femenina FPF | Alianza Lima | Perú | 2021 |
| Liga Femenina FPF | Alianza Lima | Perú | 2022 |
| Liga Femenina FPF | Alianza Lima | Perú | 2024 |

### Distinciones individuales
| Distinción                               | Año  |
| ---------------------------------------- | ---- |
| Máxima goleadora de la Liga Femenina FPF | 2021 |
| Mejor jugadora de la Liga Femenina FPF   | 2022 |
| Máxima goleadora de la Liga Femenina FPF | 2023 |
| Máxima goleadora de la Liga Femenina FPF | 2024 |